# Phạm Xuân Thuyết
Phạm Xuân Thuyết (sinh tháng 6 năm 1961), là một sĩ quan cấp cao trong Quân đội nhân dân Việt Nam, hàm Thiếu tướng, nguyên Phó Bí thư Đảng ủy, Tư lệnh Quân đoàn 4.

## Thân thế và sự nghiệp
Phạm Xuân Thuyết sinh tháng 6 năm 1961, quê quán tại Xã Sơn Ninh, huyện Hương Sơn, tỉnh Hà Tĩnh.
Ông từng học tập tại trường Sĩ quan Lục quân 2, sau đó về công tác tại Quân đoàn 4 và trải qua nhiều cương vị khác nhau.
Trước năm 2012, ông là Phó Sư đoàn trưởng, Tham mưu trưởng Sư đoàn 9, Quân đoàn 4.
Năm 2012, được bổ nhiệm làm Sư đoàn trưởng Sư đoàn 9, Quân đoàn 4.
Năm 2014 là Phó Tư lệnh Quân đoàn 4.
Từ tháng 10 năm 2016, được bổ nhiệm làm Phó Bí thư Đảng ủy, Tư lệnh Quân đoàn 4 thay Thiếu tướng Võ Trọng Hệ chuyển công tác ra Học viện Quốc phòng.
Tháng 09 năm 2017 được Chủ tịch nước thăng quân hàm Thiếu tướng
Năm 2021, ông nghỉ hưu theo chế độ.